# العلاقات الإريترية الزيمبابوية
العلاقات الإريترية الزيمبابوية هي العلاقات الثنائية التي تجمع بين إريتريا وزيمبابوي.

## مقارنة بين البلدين
هذه مقارنة عامة ومرجعية للدولتين:
| وجه المقارنة                                              | إريتريا                                      | زيمبابوي |
| --------------------------------------------------------- | -------------------------------------------- | --- |
| المساحة (كم2)                                             | 117.60 ألف                                   | 390.76 ألف |
| عدد السكان (نسمة)                                         | 6.33 مليون                                   | 16.53 مليون |
| الكثافة السكانية (ن./كم²)                                 | 53.83                                        | 42.3 |
| العاصمة                                                   | أسمرة                                        | هراري |
| اللغة الرسمية                                             | اللغة التغرينية، اللغة العربية، لغة إنجليزية | لغة إنجليزية، اللغة الشونا، النديبيلية الشمالية ‏، لغة الشيشيوا، Barwe ‏، Kalanga language ‏، Tshwa language ‏، النداو ‏، اللغة التسونجا، لغة الإشارة الزيمبابوية ‏، اللغة السوتية، تونغا ‏، اللغة التسوانية، اللغة الفيندية، اللغة الكوسية |
| العملة                                                    | ناكفا                                        | دولار أمريكي |
| الناتج المحلي الإجمالي (بليون دولار)                      | 2.61 مليار                                   | 17.85 مليار |
| الناتج المحلي الإجمالي (تعادل القوة الشرائية) بليون دولار |                                              | 27.88 مليار |
| الناتج المحلي الإجمالي الاسمي للفرد دولار أمريكي          |                                              | 924 |
| الناتج المحلي الإجمالي للفرد دولار أمريكي                 |                                              | 1.79 ألف |
| مؤشر التنمية البشرية                                      | 0.391                                        | 0.509 |
| رمز المكالمات الدولي                                      | +291                                         | +263 |
| رمز الإنترنت                                              | .er                                          | .zw |
| المنطقة الزمنية                                           | ت ع م+03:00                                  | ت ع م+02:00 |

## منظمات دولية مشتركة
يشترك البلدان في عضوية مجموعة من المنظمات الدولية، منها:
| علم المنظمة | اسم المنظمة                                 | تاريخ انضمام إريتريا | تاريخ انضمام زيمبابوي |
| ----------- | ------------------------------------------- | -------------------- | --------------------- |
|             | مؤسسة التمويل الدولية                       | 11 أكتوبر 1995       | 29 سبتمبر 1980        |
|             | منظمة حظر الأسلحة الكيميائية                | ?                    | ?                     |
|             | البنك الإفريقي للتنمية                      | ?                    | ?                     |
|             | يونسكو                                      | 2 سبتمبر 1993        | 22 سبتمبر 1980        |
|             | الأمم المتحدة                               | 28 مايو 1993         | 25 أغسطس 1980         |
|             | الاتحاد الدولي للاتصالات                    | 6 أغسطس 1993         | 10 فبراير 1981        |
|             | منظمة الشرطة الجنائية الدولية               | ?                    | ?                     |
|             | البنك الدولي للإنشاء والتعمير               | 6 يوليو 1994         | 29 سبتمبر 1980        |
|             | الاتحاد البريدي العالمي                     | ?                    | ?                     |
|             | مؤسسة التنمية الدولية                       | 6 يوليو 1994         | 29 سبتمبر 1980        |
|             | الاتحاد الأفريقي                            | ?                    | ?                     |
|             | وكالة ضمان الاستثمار متعدد الأطراف          | 10 سبتمبر 1996       | 10 أبريل 1992         |
|             | مجموعة دول أفريقيا والكاريبي والمحيط الهادئ | ?                    | ?                     |

## وصلات خارجية
- موقع وزارة الخارجية الزيمبابوية